# Nicholas Kemmer
Nicolas Kemmer (7 décembre 1911 - 21 octobre 1998) est un physicien nucléaire d'origine russe travaillant en Grande-Bretagne, qui joue un rôle essentiel et de premier plan dans le programme nucléaire du Royaume-Uni, et est connu comme mentor d'Abdus Salam - lauréat du prix Nobel de physique.

## Biographie

### Jeunesse
Nicholas est né de Nicholas P. Kemmer et de Barbara Stutzer à Saint-Pétersbourg . Sa famille déménage en Allemagne en 1922, où il fait ses études à la Bismarckschule de Hanovre puis à l'Université de Göttingen. Il obtient son doctorat en physique nucléaire à l'Université de Zurich et travaille comme assistant de Wolfgang Pauli, qui doit donner des arguments solides en 1936, avant d'être autorisé à employer un non-ressortissant suisse . Plus tard, Kemmer rejoint la Beit Fellowship de l'Imperial College de Londres.

### Développement nucléaire britannique
Kemmer part au Trinity College de Cambridge en 1940 pour travailler sur Tube Alloys, le projet d'énergie atomique en temps de guerre. En 1940, quand Egon Bretscher et Norman Feather montrent qu'un réacteur à neutrons lents alimenté à l'uranium produirait en théorie des quantités substantielles de plutonium-239 comme sous-produit, Kemmer (qui loge chez les Bretscher) propose les noms Neptunium pour le nouvel élément 93 et Plutonium pour 94 par analogie avec les planètes extérieures Neptune et Pluton au-delà d'Uranus (l'uranium étant l'élément 92). Les Américains Edwin McMillan et Philip Abelson du Laboratoire national Lawrence-Berkeley, qui ont fait la même découverte, suggèrent fortuitement les mêmes noms.

### Enseignant
Kemmer passe les années 1944-1946 au Canada. En 1953, il devient le troisième professeur Tait de physique mathématique à l'Université d'Édimbourg, succédant à Max Born qui prend sa retraite. Il fonde le Tait Institute of Mathematical Physics en 1955 et enseigne à Édimbourg jusqu'en 1979. Il est élu membre de la Royal Society of Edinburgh en 1954 avec comme proposants Norman Feather, Max Born, Sir Edmund Whittaker et Alexander Aitken. Il est vice-président de la Société de 1971 à 1974.
Kemmer est élu membre de la Royal Society en 1956  et remporte sa médaille Hughes en 1966. Il reçoit le prix commémoratif J. Robert Oppenheimer en 1975 ,. Nicholas Kemmer est également un mentor et un enseignant du seul lauréat pakistanais du prix Nobel, le Dr Abdus Salam. Kemmer est reconnu pour avoir formé et travaillé avec Salam dans la diffusion des neutrons en utilisant des équations de relativité.

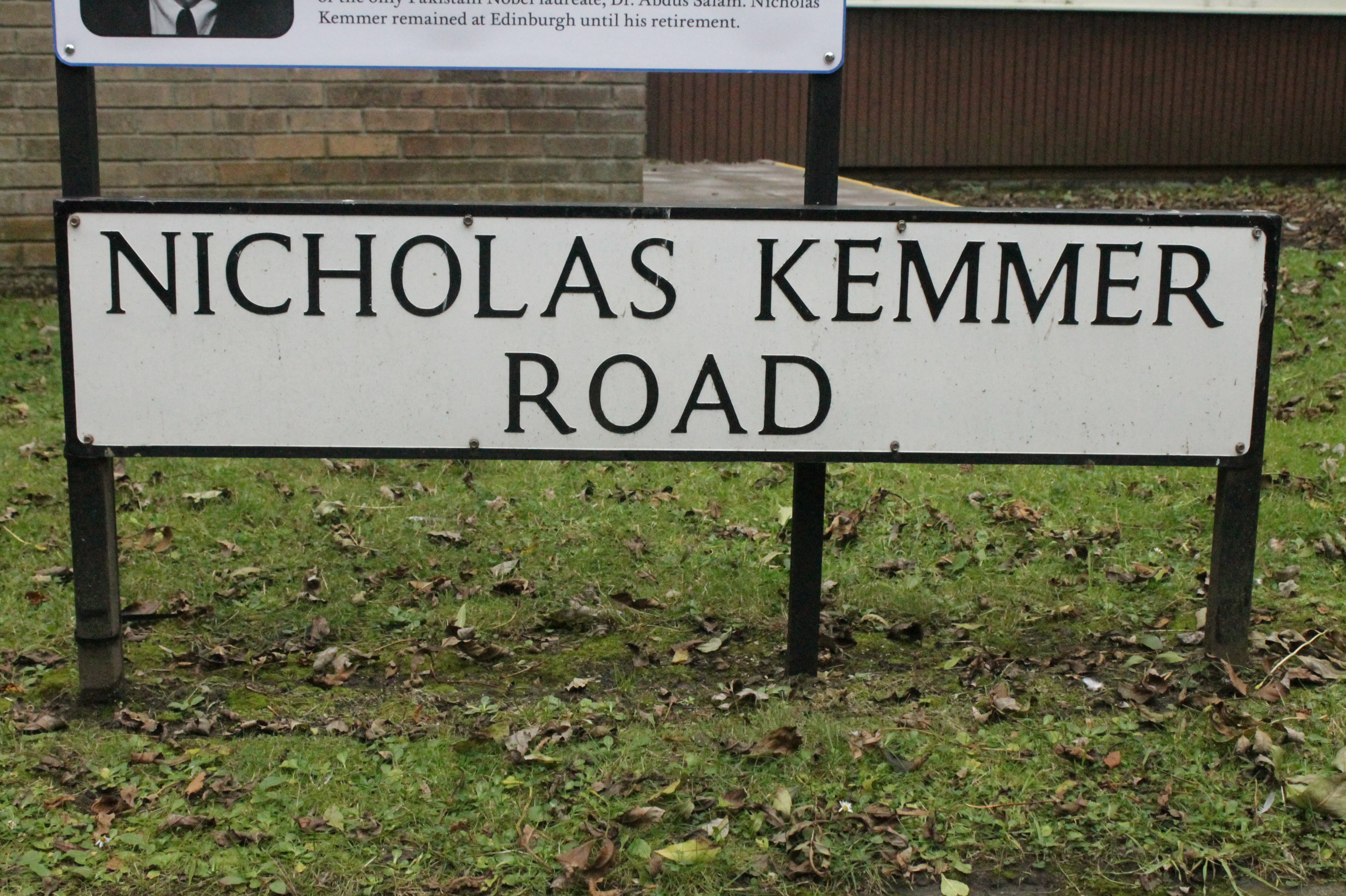
Nicholas Kemmer Road, King's Buildings

### Équation de Duffin – Kemmer – Petiau
L'équation de Duffin-Kemmer-Petiau (équation DKP, également appelée équation de Duffin-Kemmer ou équation de Kemmer) joue un rôle dans la description du modèle standard de particules, avec le champ de Yang-Mills. L'équation de Duffin–Kemmer–Petiau est étroitement liée à l'équation de Proca  et à l'équation de Klein–Gordon . L'équation DKP souffre du même inconvénient que l'équation de Klein-Gordon en ce sens qu'elle appelle des probabilités négatives . L'équation implique des matrices qui obéissent à l'algèbre de Duffin-Kemmer-Petiau. Le travail menant à l'équation DKP, culminant dans l'article de Kemmer est cité comme "la première tentative d'écrire une théorie relativiste satisfaisante des particules élémentaires au-delà de l'électron", et ces équations sont ensuite apportées sous forme unifiée avec l'équation de Dirac par Homi J. Bhabha .